# 맹사성
맹사성(孟思誠, 1360년 8월 28일(1360년 음력 7월 17일)~1438년 10월 22일(1438년 음력 10월 4일)은 고려 말 조선 초의 문신, 정치인, 유학자이다. 고려 전의시승, 조선 판한성부사 등을 지냈다.
본관은 신창이다. 자는 자명(自明), 호는 고불(古佛)·동포(東浦)이다. 시호는 문정(文貞)이다. 고려 수문전제학 맹희도(孟希道)의 아들이며 고려말의 명장인 최영의 손녀 사위이다. 황희, 윤회, 권진과 함께 세종 대에 재상을 지냈으며 세종의 측근 중의 한 사람이었다.
1386년(우왕 12)에 문과에 을과로 급제하여 춘추관검열, 전의시승(典儀寺丞), 기거랑(起居郎), 사인, 우헌납 등을 지냈다. 조선 건국 후에도 벼슬에 나가 예의좌랑에 제수되고, 정종 때 간의, 우산기상시, 태종때 동부대언, 이조참의, 예문관제학 등을 역임했으며 명나라에 세자의 시종관으로 다녀왔다. 1417년 충청도 관찰사에 제수되고 세종 때는 공조판서를 거쳐 좌의정을 지냈다.

## 생애

### 생애 초반
맹사성은 충청남도 아산 온양 출신으로 맹희도의 아들로 태어났다. 고려 말에 관직을 역임하고 수문전제학에 이르렀던 아버지 맹희도는 조선 건국 이후에도 검교한성윤에 임명되었으며 사후 우의정에 증직되었다. 그는 모친을 여읜 뒤 어린 나이에 3년간 시묘를 하여 훗날 그의 이야기가 <동국신속삼강행실도>에 수록됐다.
1386년에 문과에 을과로 급제해 춘추관검열이 되었고, 그 뒤 전의시승(典儀寺丞), 기거랑(起居郎), 사인, 우헌납 등 여러 벼슬을 거쳐 1392년 이성계가 고려를 멸망시키자 관직을 사퇴하였으나, 조정에 출사하여 후배들을 지도하라는 동료들의 권고로 조선에 출사했다. 맹사성은 최영의 손녀 사위였는데 처조부인 최영을 본받아 인생의 사표로 삼았다. 또한 그의 재능을 특별히 눈여겨 본 이성계는 그가 자신의 정적 최영의 손녀 사위임에도 연좌시키지 않고 중용하였다.

### 정치 활동
1392년 조선 개국 직후 태조로부터 예의좌랑직을 제수받았다. 1408년 사헌부의 수장인 대사헌으로 있으면서 역모 사건을 취조하는 중에 태종에게는 보고도 하지 않고 태종의 부마이자 조준의 아들인 조대림을 고문했다. 이 사건으로 맹사성은 왕과 왕족을 능멸하였다는 죄목으로 처형 직전까지 가게 되었으나 당시 영의정이던 성석린과 황희의 도움으로 간신히 죽음을 면하였다.
1416년 이조참판에 이어 예조판서가 되고 이듬해 생원시의 시관이 되어 권채 등 100인을 뽑았으며 왕이 친람한 문과복시에 득권관이 되었다. 그해 노부의 병환을 위해 사직을 청하였으나 윤허되지 않고 역마와 약을 하사받았다. 이어 호조판서가 되어서도 노부의 병간호를 위해 사직을 청하였으나 윤허되지 않았다. 1417년 충청도 관찰사에 제수되고 1418년 세종 즉위 후 공조판서가 되었고 이때도 사직을 청하였으나 윤허되지 않았다. 그 뒤 1419년 이조판서와 예문관대제학이 되었고 그 이듬해 다시 이조판서가 되었다. 1421년 의정부찬성사를 지냈다. 세종 13년에 좌의정이 되어 명재상으로 이름을 날렸으며 청백한 선비로도 유명한 일화를 많이 남겼다. 황희와 함께 조선 초기 문화를 이룩하는 데 크게 기여했으며 시문에 능하고 음률에도 밝아 향악을 정리하기도 했다. 《태종실록》 편찬을 감독했고, 《팔도지리지》를 편찬하였다. 또한 맹사성은 검소한 관리, 효자로 표창받아 정문이 세워졌으며 직접 쓴 작품에 유명한 〈강호사시가〉가 있다.
세종이 가족을 잃고 불교에 귀의하자 성리학자이기도 한 그는 조선이 유교국가임을 주장하며 강력하게 반대했다. 세종이 궐내에 내불당을 설치하고 태종 때 억울한 사람들의 명복을 빌어준다고 하자, 그는 세종을 설득하였다. 그러나 설득이 받아들여지지 않자 이번에는 집현전 학사들 일일이 찾아다니며 불교 귀의를 반대하였다.
그는 평소 하인이나 노비에는 관대했으나 중요 직책의 사람들에게는 엄하게 대하였으며 자식에게 절을 하여 술버릇을 가르쳤다. 또한 김종서의 장수로서의 재질을 알아본 그는 김종서의 사소한 잘못도 엄격하게 혼냈다. 그 뒤 김종서를 병조판서로 천거한 뒤 자신의 후임자로 추천하기도 했다.

### 예악의 정비
조선시대 유교정치에 있어서 예악, 즉 예의와 음악은 가장 중심적인 부분이었다. 공자는 자신의 삶을 도덕에 근거하고 인애에 의지하며 예술 경계에서 노니는 것이라고 했다. 예악은 유교적 삶이 추구하는 최고의 경계였다. 그러기에 법치보다는 예치를 추구했는데, 이것은 아름다운 정치를 지향한 것이었다.
세종 때 예악의 정비가 우의정 맹사성에게 주어진 과제였다. 박연을 중심으로 한 젊은 관리들은 선조들로부터 이어져 온 고유의 전통 음악을 버리고 중국 음악 중심으로 발전시키고자 했다. 그러나 맹사성은 전통 음악과 중국 음악을 조화하고 융합하는 방향에서 음악을 정비했다.

### 여진 정벌
세종 시대에는 압록강과 두만강을 경계로 한 북방 영토가 확정됐다. 당시 관료들은 북방의 여진족에 대해 정벌보다는 현상 유지를 주장했다. 그러나 세종은 신하들의 반대를 무릅쓰고 필요에 따라 여진족에 대한 회유와 정복을 병행하면서 주도면밀한 전략으로 압록강과 두만강 유역의 옛 땅을 회복했다.
세종은 1433년 1만 5천명의 병력으로 파저강 유역의 여진족에 대한 정벌에 나섰다. 적 사망 170명, 포로 36명, 우마 170마리를 얻었으며, 아군의 피해는 전사자 4명, 부상자 20명에 불과한 대승리였다.
이 때 좌의정이었던 맹사성은 영의정 황희와 우의정 권진과는 달리 세종의 여진 정벌을 적극적으로 지지하면서 이 작전을 주도적으로 기획하고 실천했다. 정벌 시기, 군사 규모, 최윤덕을 중심으로 한 정벌군 조직, 7개 부대에 의한 동시다발적 기습 작전 등은 모두 맹사성의 의견에 따른 것이었다.
정벌 후 맹사성은 모든 공을 최윤덕에게로 돌려 그를 좌의정에 승진시켜 줄 것을 건의했다. 그는 좌의정 직을 사임할 각오까지 했지만, 세종은 최윤덕을 우의정으로 승진시켰다. 세종이 여러 신하들의 반대를 이겨내고 여진족 정벌을 통해 영토를 확장할 수 있었던 데에는 맹사성의 역할이 지대했던 것이다.

### 온양 온천
세종은 격무로 인해 잦은 질병으로 고통을 겪어 온양으로 내려와 온천욕으로 질병을 치료했다. 이 기념으로 '온양'이라는 지명을 하사했다. 그런데 세종은 온천 치료의 혜택이 백성에게도 돌아가야 한다고 생각해 백성을 위한 온천탕을 만들고 백성들이 장기간 머물면서 치료할 수 있는 재원을 마련하고자 했다.
이러한 세종의 뜻에 대해 맹사성은 즉시 찬성하여 시행되도록 했다. 온양에 살았던 맹사성은 온천치료의 효험을 누구보다도 잘 알고 있었기 때문이었다. 맹사성은 세종이 조선의 온천 복지 정책의 새로운 역사를 창조하는 데 일조했던 것이다.

### 최후
만년에 가서 벼슬을 사양하던 맹사성은 1438년 칩거하고 있던 온양 자택에서 사망하였다. 그는 평소에 소를 타고 다니기를 좋아했고, 스스로 악기를 만들어 즐기기도 하였다. 사람 됨됨이가 소탈하고 조용하며 사심이 없고, 엄하지 않아 비록 벼슬이 낮은 사람이나 한미한 사람이 방문해도 무시하지 않고, 반드시 공복을 갖추고 대문 밖에까지 나가서 맞이했으며, 손님에게 반드시 상석을 내 주었다. 효성이 지극하여 몇 번이나 노부의 병 간호를 위해 벼슬을 내놓았지만 세종은 한번도 그의 사직을 윤허하지 않았다.
맹사성선생묘(경기도 기념물 제21호)는 경기도 광주 직동에 있다.

## 가족 관계
- 조부 : 맹유(孟裕)
  - 아버지 : 맹희도(孟希道)
  - 어머니 : 홍씨
    - 동생 : 맹사겸(孟思謙)
    - 부인 : 동주 최씨(東州 崔氏) - 최영(崔瑩)의 손녀
      - 장남 : 맹귀미(孟歸美)
      - 며느리 : 단양 이씨(丹陽 李氏) - 이무(李茂, 1355년 ~ 1409년)의 딸
        - 손자 : 맹계증(孟繼曾)

      - 차남 : 맹득미(孟得美)

## 관련 작품

### 드라마
- 《세종대왕》 (KBS, 1973년, 배우:이종만)
- 《뿌리깊은 나무》 (MBC, 1983년, 배우:박규채)
- 《용의 눈물》(KBS, 1996년~1998년, 배우:임혁주)
- 《대왕 세종》(KBS, 2008년, 배우:안대용)
- 《장영실》(KBS, 2016년, 배우:김병기)
- 《태종 이방원》(KBS, 2021년, 고대학자 이동훈)

## 일화
- 1435년 나이가 많아서 벼슬을 사양하고 물러났으나 나라에 중요한 일이 있으면 반드시 그에게 자문하였다 한다.
- 맹사성의 사람됨이 소탈하고 엄하지 않아 비록 벼슬이 낮은 사람이 찾아와도 반드시 공복을 갖추고 대문밖에 나아가 맞아들여 윗자리에 앉히고, 돌아갈 때에도 역시 공손하게 배웅하여 손님이 말을 탄 뒤에야 들어왔다.
- 공무가 아닌 일에는 결코 역마를 이용하지 않고, 소를 타고 다니거나 걸어다녔다 한다.
- 효성이 지극하고 청백하여 살림살이를 일삼지 않고 식량은 늘 녹미(祿米: 조정에서 봉급으로 주는 쌀)로 하였고, 바깥 출입을 할 때에는 소타기를 좋아해 보는 이들이 그가 재상인 줄을 알지 못했다고 한다. 이처럼 지혜로우면서도 청렴 결백한 맹사성의 성품은 요즘 사람들에게 더욱 귀감이 되고 있다.[4]

## 황희, 윤회와의 비교
세종은 문치주의 정책을 펼치면서도 건강이 나빠서 세 명의 정승에게 조정의 대소사를 맡아보게 하였다. 황희는 주로 인사, 행정, 군사 권한을 맡겼고 맹사성에게는 교육과 제도 정비, 윤회에게는 상왕 태종과의 중개자 역할과 외교 활동을 맡겼고, 과거 시험은 맹사성과 윤회에게 분담하여 맡겼다. 나중에 김종서가 재상의 반열에 오를 때쯤에는 국방 업무는 김종서에게 맡겨서 보좌하게 하였다.
맹사성과 황희는 같은 입장을 취하면서도 서로 다른 성품을 가졌다. 황희가 분명하고 강직했다면, 맹사성은 어질고 부드럽고 섬세했다. 또한 황희가 학자적 인물이었다면 맹사성은 예술가적 인물이었다. 윤회 역시 예술가적인 특성을 갖고 있었다.
그래서 황희는 주로 이조, 병조 등 과단성이 필요한 업무에 능했고, 맹사성은 예조, 공조 등 유연성이 필요한 업무에 능했 으며 윤회는 외교와 집현전 쪽을 주로 맡아보았다.
세종은 부드러움이 필요한 부분은 맹사성에게 맡기고, 정확성이 요구되는 부분은 황희에게 맡겼다. 따라서 황희는 변방의 안정을 위해 육진을 개척하고 사군을 설치하는 데 관여, 지원하기도 했고, 외교와 문물 제도의 정비, 집현전을 중심으로 한 문물의 진흥 등을 지휘 감독하는 일을 맡기도 했다. 이에 반해서 맹사성은 음률에 정통해서 악공을 가르치거나, 시험 감독관이 되어 과거 응시자들의 문학적, 학문적 소양을 점검하는 일을 주로 맡았다. 맹사성과 비슷한 윤회에게는 주로 외교 업무와 상왕 태종과의 매개자 역할, 외교 문서의 작성과 시험 감독관 등의 업무가 부여되었다. 세종대왕은 이들 재상들의 능력을 알면서도 권력남용의 가능성을 우려하여 한 사람에게 대권을 모두 넘겨주지는 않았다. 이들 재상들은 맡은 분야와 업무를 서로 분담하거나 서로 공유하기도 했다. 맡은 역할과 성격을 떠나 이들은 모두 공정하고 공과 사를 명확하게 구분한다는 공통점이 있었다.

## 관련 문화재
- 전세맹고불유물 - 대한민국의 중요민속문화재 제225호

## 같이 보기
- 황희
- 권진
- 김종서
- 이종무
- 최윤덕
- 장영실